# Yucamane
Lo Yucamane (a volta noto come Yucamani o Yucumane) è uno stratovulcano andesitico della regione di Tacna, nel Perù meridionale. Fa parte del segmento peruviano della Zona Vulcanica Centrale, una delle tre fasce vulcaniche delle Ande generate dalla subduzione della placca di Nazca al di sotto della placca sudamericana.
Insieme ai vulcani Yucamane Chico e Calientes situati più a nord, forma un gruppo vulcanico originario del Pleistocene. È costituito principalmente da colate laviche con subordinati depositi piroclastici, e presenta un cratere sommitale ben conservato con attività fumarolica.
Il gruppo vulcanico, già attivo nell'epoca del Pleistocene, con l'avvento dell'Olocene fu caratterizzato da diverse eruzioni esplosive nello Yucamane ed eruzioni effusive a Calientes. L'ultima eruzione dello Yucamane avvenne nel 1.320 a.C.; non è chiaro se vi siano state delle eruzioni storiche poiché alcune di quelle attribuite allo Yucamane probabilmente avvennero nel Tutupaca.
Gli abitanti di Candarave chiamano Yucumane "la montagna buona" in contrapposizione al Tutupaca definito "cattivo"; questo potrebbe essere riferito alla più recente attività vulcanica di quest'ultimo.

## Geografia e geomorfologia
Lo Yucamane si erge in Perù nella regione di Tacna, nella provincia di Candarave, nell'omonimo distretto, a ovest del lago Vilacota; è situato 7 km a nord ed 11 km ad est della città di Candarave, e 90 km a nord di Tacna.
Sulle sue pendici sono presenti numerosi villaggi rurali come Aricota, Cairani, Camilaca, Cucachi, Huanuara, Morjani, Pallata, Susapaya, Tarata, Ticaco, Totora e Yucamane Pampa, nonché infrastrutture per l'irrigazione e strade principali. In passato veniva praticata l'estrazione di zolfo.
L'area del vulcano è accessibile tramite una serie di strade tra cui l'autostrada internazionale Ilo-Desaguadero, e una di esse conduce sul versante nord-occidentale vicino al passo tra lo Yucamane e Calientes. L'edificio vulcanico e la regione circostante fanno parte dell'area protetta di Vilacota-Maure. 

### Regione
Le Ande sono la catena montuosa più lunga della Terra e si estendono per 9.000 chilometri lungo la costa occidentale dell'America meridionale, dall'arcipelago della Terra del Fuoco al Venezuela. Nel Perù meridionale, le Ande sono costituite da diverse catene montuose tra cui la Cordigliera occidentale e la Cordigliera orientale, separate l'una dall'altra dall'Altiplano, raggiungendo altitudini fino a 4.000-5.000 metri.
Nelle Ande esistono più di 2000 vulcani, principalmente in Argentina, Bolivia, Cile, Colombia, Ecuador e Perù. Tra questi vi si trova il celebre Nevado del Ruiz, eruttato nel 1985 in Colombia. Dall'arrivo degli spagnoli in Perù sono state registrate attività solamente in sette vulcani, ma a causa della scarsità di popolazione e della natura remota della regione, la raccolta dei dati non è completa.
Lo Yucamane fa parte della Zona Vulcanica Centrale, una delle tre principali cinture vulcaniche delle Ande che abbraccia Perù, Bolivia, Cile e Argentina. In Perù circa quattrocento vulcani dalla struttura fortemente erosa contribuiscono alla costituzione di quest'area insieme a tre vulcani attivi, El Misti, Sabancaya e Ubinas; altri vulcani fra cui Andagua, Casiri, Chachani, Coropuna, Firura, Huaynaputina, Tutupaca e lo stesso Yucamane, potrebbero essere stati attivi nella storia recente.
La più grande eruzione in Perù si è verificata nel 1600 a Huaynaputina causando 1500 vittime e gravi danni economici. Altre eruzioni degne di nota si sono verificate 2000 anni prima ad El Misti, 1000 anni prima a Ubinas e due secoli fa a Tutupaca. 
Ampato, Chachani e Coropuna hanno altezze superiori ai 6.000 metri.

### Località
Alto all'incirca 5.500 metri (alcune fonti riportano 5.495), lo Yucamane è un vulcano complesso con una superficie di circa 800 metri ed un ampio cratere sommitale; questa depressione a sua volta presenta un cratere più piccolo con un diametro di 300 metri ed una profondità di circa 120 metri, nidificato all'interno. Il cratere sommitale ha un aspetto recente, motivo per cui vi si hanno poche tracce di glaciazione. La sua forma è conica ed è costituito principalmente da colate laviche con qualche colata di blocchi di cenere e colate piroclastiche. I flussi di lava sono spessi 20–50 metri e spesso mostrano delle caratteristiche creste; sono diffusi in particolare sul versante occidentale superiore e su quello meridionale superiore, mentre il versante orientale ha una percentuale maggiore di flussi piroclastici, così come quello meridionale inferiore. In base all'angolo di pendenza, lo Yucamane è suddiviso in due differenti vulcani: lo "Yucamane I" che forma la parte inferiore del vulcano e ha una pendenza più dolce, e lo "Yucamane II" che si trova in cima al precedente ed ha pendii più ripidi. La parte inferiore del vulcano porta tracce di glaciazione, derivanti presumibilmente dall'ultimo massimo glaciale. L'edificio vulcanico sorge su una pianura in leggera pendenza tra i fiumi Callazas e Calientes.
Sul fianco sud-orientale si trova il Mal Paso, un cono vulcanico secondario alto 4.000 metri e largo 1.500, con il cratere parzialmente distrutto.
Molti altri vulcani si trovano a nord dello Yucamane, come lo Yucamane Chico ed il Calientes, con cui forma una catena vulcanica lunga 11 km da nord a sud. Calientes e Yucamane sono spesso considerato come un unico vulcano con un volume di 20–25 chilometri cubi e un'area base di 58–60 chilometri quadrati.
Il Calientes, costituito da flussi di lava estesi radialmente come nello Yucamane, ha un ampio cratere sommitale largo 1 km formato da un complesso di cupole laviche, ed una valle presumibilmente glaciale, lunga anch'essa 1 km e formata da cupole laviche più recenti. Mentre il suo settore superiore è ben conservato, i fianchi mostrano segni di crolli ed hanno subito delle glaciazioni che hanno formato delle morene a 4.300 metri di altitudine, oltre a depositi glaciali con un volume di circa 0,5–1 chilometro cubo. Questo complesso vulcanico fa parte della catena montuosa della Cordillera del Barroso nel Perù meridionale.
Altri vulcani presenti nella zona sono San Pedro, López Extraña ed il più antico Nazaparco; quest'ultimo, al contrario dello Yucumane, è costituito da rocce andesitiche, blocchi riolitici e flussi di cenere.
Una serie di faglie con andamento nord-ovest-sudest corre lungo le Ande vicino allo Yucamane. La faglia dello Yucamane corre in direzione nord-sud attraverso i vulcani, mentre un'altra faglia che corre da nord-ovest a sud-est è chiamata faglia di Yucamane Chico; il vulcano omonimo coincide grosso modo con l'intersezione di queste faglie. 

### Idrologia
Le pendici del vulcano defluiscono ad ovest, est e sud verso i fiumi Calientes e Callazas che scorrono rispettivamente ad est e ad ovest della montagna. Entrambi i fiumi scorrono verso sud e alla fine si uniscono per formare il fiume Locumba, che termina nell'Oceano Pacifico. L'acqua di questi fiumi contiene grandi quantità di arsenico derivato da rocce vulcaniche, fra cui quelle dello Yucamane; l'arsenico presente nell'acqua potabile è collegato a potenziali danni agli organi interni ed al cancro.

## Geologia
Al largo della costa occidentale del Sud America, la placca di Nazca subduce sotto la placca sudamericana a una velocità di circa 4,6 centimetri l'anno. Questo processo di subduzione è responsabile dell'attività vulcanica nelle Ande; la lastra in subduzione rilascia dei fluidi che inducono la formazione di materiali incandescenti che vengono in seguito eruttati in superficie tramite le eruzioni vulcaniche. Questo processo non è uniforme lungo tutto il margine della placca e l'attività vulcanica è concentrata in tre fasce (zona vulcanica settentrionale, centrale e meridionale) dove l'angolo di subduzione è sufficientemente ripido.
Le eruzioni vulcaniche nella regione sono presenti fin dal Giurassico, come provano i resti del più antico arco vulcanico riconoscibile nella Cordigliera Costiera peruviana. Durante l'epoca del Miocene l'attività vulcanica si è verificata lungo l'intera lunghezza del Perù, mentre l'attività pliocenica-pleistocenica è invece rimasta confinata nel Perù meridionale nella Zona Vulcanica Centrale, con coni vulcanici concentrati nella Cordigliera Occidentale.
I vulcani in Perù furono catalogati per la prima volta nel 1962 e nel 1966, con un'importante raccolta pubblicata nel 1991 da De Silva e Francis; questo elenco include vulcani compositi, ignimbriti, cupole di lava e campi di colate laviche. 
Lo Yucamane è costruito su un basamento formato dal Gruppo Tacaza nel Paleozoico, dal Gruppo Yura nel Giurassico (sedimenti della formazione Hualhuani), dalla formazione vulcanica Huaylillas nel Neogene e dal Gruppo Barroso 10 milioni di anni fa; parti di questa struttura affiorano sul lato meridionale del vulcano. Questo basamento a sua volta è costituito da due grandi blocchi tettonici, il basamento cristallino di Arequipa e il massiccio settentrionale di Paracas; entrambi sono formati da rocce ignee e metamorfiche come lo gneiss e sono ricoperti da rocce sedimentarie mesozoiche e vulcaniche cenozoiche. Una grande intrusione vulcanica a forma di anello sembra essere alla base del vulcano. 

### Petrologia
Lo Yucamane ha eruttato andesite, andesite basaltica, trachiandesite e dacite, rocce che definiscono uno strato calc-alcalino ricco di potassio. Le andesiti, che costituiscono la maggior parte dell'edificio emerso, contengono fenocristalli di anfibolo, biotite, orneblenda, ossidi, plagioclasio e quarzo. Il vulcano Calientes ha generato uno strato roccioso simile ma con una predominanza di dacite anziché di andesite basaltica e andesite. I magmi si sono formati attraverso l'assimilazione di materiale crostale e frazionamento di anfibolo.

## Clima e caratteristiche naturali
La regione ha un clima tropicale secco, con precipitazioni sullo Yucamane pari a circa 200–180 millimetri l'anno. La maggior parte di esse cade durante i mesi estivi, diminuendo verso sud-ovest lungo la costa man mano che ci si allontana dalle montagne; talvolta la montagna può risultare innevata in seguito a precipitazioni con temperature rigide. A causa della scarsità di precipitazioni, i vulcani presentano un basso stato di erosione. Oltre 4.500 metri le temperature sono quasi sempre gelide mentre da 3.800 a 4.500 si possono raggiungere i 5 °C durante il giorno con frequenti gelate notturne.
La vegetazione intorno al vulcano è composta da tundra umida con una densità di vegetazione complessivamente bassa sulle sue pendici superiori e una vegetazione di paramo e steppa montana rispettivamente a est-ovest e sud del vulcano sulle sue pendici inferiori. Sono stati osservati boschi di Polylepis sui suoi fianchi, che nella parte più bassa lasciano il posto a pascoli. Lo scorpione Brachistosternus ninapo prende il nome dal vulcano: il termine ninapo infatti è un portmanteau della parola quechua e significa "montagna sputafuoco". Questo scorpione è stato scoperto ai lati dei vulcani Yucamane ed El Misti.

## Storia eruttiva
Lo Yucamane Chico ha prodotto rocce datate 6,14 ± 0,11 e 5,47 ± 0,09 milioni di anni fa. Nazaparco è stato datato a 6,23 ± 0,1 milioni di anni fa, 540.000 ± 270.000, 486.000 ± 11.000, 200.000 - 150.000 (la sua eruzione ha probabilmente raggiunto un indice di esplosività vulcanica di 6 e potrebbe aver prodotto una caldera ora sepolta), 126.000 ± 3.000, 95.600 ± 16.700, 133.400 ± 13.500, 102.000 ± 6.000 e 3.000 ± 3.000 anni fa. Lo stesso Yucamane ha un primo stadio non datato, colate laviche datate a 380.000 ± 300.000, 23.000 ± 1.000, 7.100 ± 1.000 e 3.000 ± 2.000 anni prima del presente. L'attività di Calientes e Yucamane si è sovrapposta nel tempo, ed entrambi hanno generato colate laviche che si trovano sopra le morene. 
La tefrocronologia ha mostrato il verificarsi di un'eruzione 44.000 ± 2.130/2.910 anni fa; un'altra si è verificata 36.450 ± 250 anni fa e ha generato un'esplosione laterale che ha posizionato un deposito di blocchi e ceneri sui fianchi occidentale e meridionale. Altri eventi si sono verificati 29.200 + 170/−160 (formando il deposito di flusso di blocchi e ceneri Honda), e 3.270 ± 50/3.085 ± 35 anni prima del presente; nel corso di questa eruzione Yucamane espulse almeno 7.000.000 metri cubici di materiale sotto forma di pomice, lapilli e tefra. Questa eruzione raggiunse un indice di esplosività vulcanica di 5 ed i depositi di ricaduta raggiunsero la calotta glaciale di Quelccaya influenzando la composizione chimica dei laghi vicini ad essa. L'attività durante il tardo Pleistocene e le epoche dell'Olocene è stata principalmente esplosiva con eruzioni vulcaniane ed eruzioni freatomagmatiche, tra le altre, che hanno generato cadute di cenere vulcanica, blocchi e flussi di cenere, flussi e picchi piroclastici. In totale, circa 4-5 eruzioni esplosive si sono verificate in epoca postglaciale e hanno lasciato depositi di tefra sui fianchi meridionale e sudorientale dell'edificio vulcanico.

### Attività storica
Anche le eruzioni riportate nel 1787, 1802, 1862 e 1902 nella regione sono state attribuite allo Yucamane, sebbene alcune possano essersi effettivamente verificate a Tutupaca. Gli eventi del 1787 e del 1902 comportarono l'emissione di ceneri, mentre un'edizione del 1874 del quotidiano El Deber con sede ad Arequipa afferma che lo Yucamane stava "esplodendo" ed "emettendo vapori" nel 1787. Non sembra tuttavia esserci alcun materiale vulcanico più recente dell'eruzione del 3.270 ± 50/3.085 ± 35. Nel complesso, i documenti storici sono frammentari e scarsi, e il Global Volcanism Program riconosce l'eruzione del 1.320 a.C. come l'evento più recente.
In quanto a fumarole è attivo nel suo cratere sommitale; esse sono più riconoscibili dopo le precipitazioni e sono poco intense. Attualmente, lo Yucamane è considerato un vulcano dormiente. Anomalie termiche di circa 3 °C di origine incerta sono state osservate sulla montagna dalle immagini satellitari. Il campo geotermico di Caliente, che comprende geyser e sorgenti termali, sembra non essere correlato allo Yucamane.

### Pericoli
A partire dal 2021 il vulcano è monitorato con dei sismometri, rilevatori di inclinazione e telecamere. L'agenzia geologica peruviana INGEMMET ha pubblicato sul proprio sito web mappe relative al rischio di caduta di cenere, flussi di lava e colate piroclastiche per lo Yucumane. Secondo questi dati i versanti occidentale, orientale e meridionale potrebbero essere minacciati da colare laviche, mentre i vulcani più antichi proteggono gran parte del versante settentrionale. I pericoli dei flussi piroclastici si estendono più lontano, fino al lago Aricota a sud-ovest del vulcano e derivano dalla loro capacità di seppellire il terreno ed accendere materiali infiammabili, nonché dalla possibile creazione di dighe laviche sui fiumi e dallo scoppio di esondazioni in caso di rottura delle stesse, mentre l'elevata velocità e le temperature dei flussi piroclastici comportano rischi di asfissia, sepoltura ed ustioni. Più di 9.000 persone attualmente vivono nella zona potenzialmente a rischio.

La caduta di cenere da un'eruzione potrebbe estendersi verso sud-est fino al confine con il Cile e interessare le città di Candarave, Ilabaya, Pachia, Palca e Tarata. I gas ed i terremoti vulcanici come i quello del Ticsani nel 1999 costituiscono ulteriori pericol